# Primera División 1999-2000 (Spagna)
La Primera División 1999-2000 è stata la 69ª edizione della massima serie del campionato spagnolo di calcio, disputato tra il 21 agosto 1999 e il 20 maggio 2000 e concluso con la vittoria del Deportivo La Coruña, al suo primo titolo.
Capocannoniere del torneo è stato Salvador Ballesta (Racing Santander) con 27 reti.

## Stagione

### Novità
Da quest'anno non si disputarono più gli spareggi interdivisionali per la retrocessione. Fu adottata la retrocessione diretta in Segunda División delle ultime tre squadre classificate.

### Avvenimenti
Pur disputando un campionato dal rendimento discontinuo, il Deportivo La Coruña ottenne il suo primo titolo nazionale, che interruppe un periodo di duopolio di Barcellona e Real Madrid.
La prima squadra a prendere il comando solitario della classifica fu il neopromosso Rayo Vallecano, che vinse le prime quattro gare ed ingaggiò un duello con i campioni in carica del Barcellona. Mentre il Valencia stava riprendendosi da un avvio difficoltoso (quattro sconfitte consecutive nelle prime quattro partite) e il Real Madrid si dibatteva nelle posizioni medio-basse della classifica, nel duello per la vetta si erano inseriti il Real Saragozza e il Deportivo La Coruña: nelle gare a cavallo tra novembre e dicembre i galiziani si staccarono progressivamente dal gruppo risultando primi dopo aver sconfitto, il 5 dicembre, un Rayo in calo. Nell'arco di due giornate il Deportivo fece il vuoto, ottenendo un vantaggio di sei punti sulla seconda che le permise di affrontare senza problemi un calo sopraggiunto nel periodo tra Natale e Capodanno.
Concluso il girone di andata con tre punti di vantaggio sul Real Zaragoza e sul Barcellona, il Deportivo prese saldamente posto in vetta alla classifica, nonostante un rendimento altalenante: dopo la netta vittoria contro il Real Madrid del 6 febbraio i gaglieghi ricominciarono a guadagnare, seppure in maniera discontinua, vantaggio sul gruppo delle inseguitrici che includeva a inizio marzo Barcellona, Real Zaragoza, il redivivo Real Madrid e la sorpresa Alavés. Benché sconfitto dai blaugrana nello scontro diretto del 18 marzo, il Deportivo amministrò il vantaggio residuo fino al 19 maggio quando, sconfiggendo l'Espanyol, ottenne il suo primo titolo nazionale.
In zona Champions League il Valencia, già qualificato per la finale della medesima manifestazione contro il Real Madrid, sconfisse all'ultima giornata il Real Zaragoza assicurandosi comunque la qualificazione all'edizione dell'anno successivo. Agli aragonesi rimase quindi la qualificazione in Coppa UEFA, ottenuta anche dall'Alavés per effetto della vittoria del Real Madrid in Champions League, dall'Espanyol vincitore della Coppa del Re e dal Rayo grazie alla posizione ottenuta nella UEFA Fair Play ranking. A fondo classifica giacquero nomi importanti: assieme al Siviglia costantemente fermo sul fondo della classifica per gran parte del torneo, retrocessero anche i rivali cittadini del Real Betis e soprattutto l'Atlético Madrid, disponente di una rosa di buon livello ma condizionato da problemi giudiziari. A beneficiare di tale situazione fu in particolare il Numancia, che con un turno di anticipo ottenne la salvezza nella sua stagione d'esordio in massima divisione.

## Squadre partecipanti
| Club                | Stagione | Città            | Stadio                         | Stagione precedente                                      |
| ------------------- | -------- | ---------------- | ------------------------------ | -------------------------------------------------------- |
| Alavés              | dettagli | Vitoria-Gasteiz  | Stadio Mendizorrotza           | 16º posto in Primera División                            |
| Atlético Madrid     | dettagli | Madrid           | Stadio Vicente Calderón        | 13º posto in Primera División                            |
| Athletic Bilbao     | dettagli | Bilbao           | Stadio San Mamés               | 8º posto in Primera División                             |
| Barcellona          | dettagli | Barcellona       | Camp Nou                       | 1º posto in Primera División                             |
| Real Betis          | dettagli | Siviglia         | Stadio Benito Villamarín       | 11º posto in Primera División                            |
| Celta Vigo          | dettagli | Vigo             | Stadio Balaídos                | 5º posto in Primera División                             |
| Deportivo La Coruña | dettagli | La Coruña        | Stadio Riazor                  | 6º posto in Primera División                             |
| Espanyol            | dettagli | Barcellona       | Stadio olimpico Lluís Companys | 7º posto in Primera División                             |
| Maiorca             | dettagli | Palma di Maiorca | Son Moix                       | 3º posto in Primera División                             |
| Malaga              | dettagli | Malaga           | Stadio La Rosaleda             | 1º posto in Segunda División, promosso                   |
| Numancia            | dettagli | Soria            | Nuevo Estadio Los Pajaritos    | 2º posto in Segunda División, promosso                   |
| Racing Santander    | dettagli | Santander        | Stadio El Sardinero            | 15º posto in Primera División                            |
| Rayo Vallecano      | dettagli | Madrid           | Estadio Teresa Rivero          | 4º posto in Segunda División, promosso dopo gli spareggi |
| Real Madrid         | dettagli | Madrid           | Stadio Santiago Bernabéu       | 2º posto in Primera División                             |
| Real Oviedo         | dettagli | Oviedo           | Stadio Carlos Tartiere         | 14º posto in Primera División                            |
| Real Saragozza      | dettagli | Saragozza        | Stadio de La Romareda          | 9º posto in Primera División                             |
| Real Sociedad       | dettagli | San Sebastián    | Stadio Anoeta                  | 10º posto in Primera División                            |
| Real Valladolid     | dettagli | Valladolid       | Stadio José Zorrilla           | 12º posto in Primera División                            |
| Siviglia            | dettagli | Siviglia         | Stadio Ramón Sánchez Pizjuán   | 3º posto in Segunda División, promosso dopo gli spareggi |
| Valencia            | dettagli | Valencia         | Stadio Mestalla                | 4º posto in Primera División                             |

## Allenatori e primatisti
| Squadra             | Allenatore                                                                | Calciatore più presente                   | Cannoniere                             |
| ------------------- | ------------------------------------------------------------------------- | ----------------------------------------- | -------------------------------------- |
| Alavés              | José Manuel Esnal                                                         | Martín Herrera (38)                       | Julio Salinas (8)                      |
| Atlético Madrid     | Claudio Ranieri (1ª-26ª) Radomir Antić (27ª-37ª) Fernando Zambrano (38ª)  | Juan Carlos Valerón (35)                  | Jimmy Floyd Hasselbaink (24)           |
| Athletic Bilbao     | Luis Miguel Fernández                                                     | Joseba Etxeberria (35)                    | Joseba Etxeberria (10)                 |
| Barcellona          | Louis van Gaal                                                            | Philip Cocu (35)                          | Patrick Kluivert (15)                  |
| Betis               | Carlos Griguol (1ª-22ª) Guus Hiddink (23ª-35ª) Faruk Hadžibegić (36ª-38ª) | Antonio Prats Cervera (37)                | Alfonso Pérez (10)                     |
| Celta Vigo          | Víctor Fernández                                                          | Fernando Cáceres (35)                     | Benni McCarthy (8)                     |
| Deportivo La Coruña | Javier Irureta                                                            | Manuel Pablo, Víctor Sánchez del Amo (37) | Roy Makaay (22)                        |
| Espanyol            | Miguel Ángel Brindisi (1ª-20ª) Francisco Flores (21ª-38ª)                 | Cristóbal Parralo Aguilera, Arteaga (37)  | Raúl Tamudo (10)                       |
| Maiorca             | Mario Gómez (1ª-2ª) Fernando Vázquez (3ª-38ª)                             | Javier Olaizola (37)                      | Diego Tristán (18)                     |
| Malaga              | Joaquín Peiró                                                             | Pedro Contreras, Vicente Valcarce (37)    | Catanha (24)                           |
| Numancia            | Andoni Goikoetxea                                                         | Álvaro Núñez, Txomin Nagore (37)          | Rubén Navarro Méndez (10)              |
| Racing Santander    | Gustavo Adolfo Benítez                                                    | Olof Mellberg (37)                        | Salvador Ballesta (27)                 |
| Rayo Vallecano      | Juande Ramos                                                              | Ángel Luis Alcázar, Jesús Diego Cota (36) | Manuel Canabal (11)                    |
| Real Madrid         | John Toshack (1ª-11ª) Vicente Del Bosque (12ª-38ª)                        | Roberto Carlos (35)                       | Raúl (17)                              |
| Real Oviedo         | Luis Aragonés                                                             | Esteban Suárez (38)                       | Julio César Dely Valdés (11)           |
| Real Saragozza      | José Francisco Rojo                                                       | Juanmi García, Savo Milošević (37)        | Savo Milošević (21)                    |
| Real Sociedad       | Bernd Krauss (1ª-9ª) Javier Clemente (10ª-38ª)                            | Alberto López Fernández (37)              | Óscar de Paula (9)                     |
| Real Valladolid     | Gregorio Manzano                                                          | Alberto Marcos Rey (37)                   | Víctor Manuel Fernández Gutiérrez (13) |
| Siviglia            | Marcos Alonso Peña (1ª-27ª) Juan Carlos Álvarez (28ª-38ª)                 | Juan Carlos Gómez Díaz (34)               | Juan Carlos Gómez Díaz (12)            |
| Valencia            | Héctor Cúper                                                              | Francisco Farinós, Gaizka Mendieta (34)   | Gaizka Mendieta (13)                   |

## Classifica finale
|        | Pos. | Squadra             | Pt | G  | V  | N  | P  | GF | GS | DR  |
| ------ | ---- | ------------------- | -- | -- | -- | -- | -- | -- | -- | --- |
|        | 1.   | Deportivo La Coruña | 69 | 38 | 21 | 6  | 11 | 66 | 44 | +22 |
|        | 2.   | Barcellona          | 64 | 38 | 19 | 7  | 12 | 70 | 46 | +24 |
|        | 3.   | Valencia            | 64 | 38 | 18 | 10 | 10 | 59 | 39 | +20 |
|        | 4.   | Real Saragozza      | 63 | 38 | 16 | 15 | 7  | 60 | 40 | +20 |
| [ 8 ]  | 5.   | Real Madrid         | 62 | 38 | 16 | 14 | 8  | 58 | 48 | +10 |
|        | 6.   | Alavés              | 61 | 38 | 17 | 10 | 11 | 41 | 37 | +4  |
|        | 7.   | Celta Vigo          | 53 | 38 | 15 | 8  | 15 | 45 | 43 | +2  |
|        | 8.   | Real Valladolid     | 53 | 38 | 14 | 11 | 13 | 36 | 44 | -8  |
| [ 9 ]  | 9.   | Rayo Vallecano      | 52 | 38 | 15 | 7  | 16 | 51 | 53 | -2  |
|        | 10.  | Maiorca             | 51 | 38 | 14 | 9  | 15 | 52 | 45 | +7  |
|        | 11.  | Athletic Bilbao     | 50 | 38 | 12 | 14 | 12 | 47 | 57 | -10 |
|        | 12.  | Malaga              | 48 | 38 | 11 | 15 | 12 | 55 | 50 | +5  |
|        | 13.  | Real Sociedad       | 47 | 38 | 11 | 14 | 13 | 42 | 49 | -7  |
| [ 10 ] | 14.  | Espanyol            | 47 | 38 | 12 | 11 | 15 | 51 | 48 | +3  |
|        | 15.  | Racing Santander    | 46 | 38 | 10 | 16 | 12 | 52 | 50 | +2  |
|        | 16.  | Real Oviedo         | 45 | 38 | 11 | 12 | 15 | 44 | 60 | -16 |
|        | 17.  | Numancia            | 45 | 38 | 11 | 12 | 15 | 47 | 59 | -12 |
|        | 18.  | Real Betis          | 42 | 38 | 11 | 9  | 18 | 33 | 56 | -23 |
|        | 19.  | Atlético Madrid     | 38 | 38 | 9  | 11 | 18 | 48 | 64 | -16 |
|        | 20.  | Siviglia            | 28 | 38 | 5  | 13 | 20 | 42 | 67 | -25 |

Legenda:
      Campione di Spagna e qualificata alla prima fase a gironi della UEFA Champions League 2000-2001.
      Qualificata alla prima fase a gironi della UEFA Champions League 2000-2001.
      Qualificate al terzo turno di qualificazione della UEFA Champions League 2000-2001.
      Qualificate al primo turno di Coppa UEFA 2000-2001.
      Ammesse al terzo turno di Coppa Intertoto 2000.
      Retrocesse in Segunda División 2000-2001.
Regolamento:
Tre punti a vittoria, uno a pareggio, zero a sconfitta.
In caso di arrivo di due o più squadre a pari punti, la graduatoria verrà stilata secondo la classifica avulsa tra le squadre interessate che prevede, in ordine, i seguenti criteri:
- Punti negli scontri diretti.
- Differenza reti negli scontri diretti.
- Regola dei gol fuori casa negli scontri diretti.
- Differenza reti generale.
- Reti realizzate in generale.

## Statistiche

### Squadre

#### Capoliste solitarie
|    | —— | —— | ——  | —— | ——  | —— | ——  | ——  | ——  | ——  | ——  | ——  | ——                  | ——                  | ——                  | ——                  | ——                  | ——                  | ——                  | ——                  | ——                  | ——                  | ——                  | ——                  | ——                  | ——                  | ——                  | ——                  | ——                  | ——                  | ——                  | ——                  | ——                  | ——                  | ——                  | ——                  | ——                  | —— |  |
|    |    |    | Ray |    | Bar |    | Ray | Bar | Ray | Ray |     |     | Deportivo La Coruña | Deportivo La Coruña | Deportivo La Coruña | Deportivo La Coruña | Deportivo La Coruña | Deportivo La Coruña | Deportivo La Coruña | Deportivo La Coruña | Deportivo La Coruña | Deportivo La Coruña | Deportivo La Coruña | Deportivo La Coruña | Deportivo La Coruña | Deportivo La Coruña | Deportivo La Coruña | Deportivo La Coruña | Deportivo La Coruña | Deportivo La Coruña | Deportivo La Coruña | Deportivo La Coruña | Deportivo La Coruña | Deportivo La Coruña | Deportivo La Coruña | Deportivo La Coruña | Deportivo La Coruña |    |  |
|    |    |    |     |    |     |    |     |     |     |     |     |     |                     |                     |                     |                     |                     |                     |                     |                     |                     |                     |                     |                     |                     |                     |                     |                     |                     |                     |                     |                     |                     |                     |                     |                     |                     |    |  |
|    |    |    |     |    |     |    |     |     |     |     |     |     |                     |                     |                     |                     |                     |                     |                     |                     |                     |                     |                     |                     |                     |                     |                     |                     |                     |                     |                     |                     |                     |                     |                     |                     |                     |    |  |
| 1ª | 2ª | 3ª | 4ª  | 5ª | 6ª  | 7ª | 8ª  | 9ª  | 10ª | 11ª | 12ª | 13ª | 14ª                 | 15ª                 | 16ª                 | 17ª                 | 18ª                 | 19ª                 | 20ª                 | 21ª                 | 22ª                 | 23ª                 | 24ª                 | 25ª                 | 26ª                 | 27ª                 | 28ª                 | 29ª                 | 30ª                 | 31ª                 | 32ª                 | 33ª                 | 34ª                 | 35ª                 | 36ª                 | 37ª                 | 38ª                 |    |  |

#### Primati stagionali
- Maggior numero di vittorie: Deportivo La Coruña (21)
- Minor numero di sconfitte: Real Saragozza (7)
- Migliore attacco: Barcellona (70 reti segnate)
- Miglior difesa: Alavés (37 reti subite)
- Miglior differenza reti: Barcellona (+24)
- Maggior numero di pareggi: Racing Santander (16)
- Minor numero di pareggi: Deportivo La Coruña (6)
- Maggior numero di sconfitte: Siviglia (20)
- Minor numero di vittorie: Siviglia (5)
- Peggior attacco: Real Valladolid (36 reti segnate)
- Peggior difesa: Siviglia (67 reti subite)
- Peggior differenza reti: Siviglia (-25)

### Individuali

#### Classifica marcatori
| Gol |  |  | Giocatore                         | Squadra             |
| --- |  |  | --------------------------------- | ------------------- |
| 27  |  |  | Salvador Ballesta                 | Racing Santander    |
| 24  |  |  | Jimmy Floyd Hasselbaink           | Atlético Madrid     |
| 24  |  |  | Catanha                           | Malaga              |
| 22  |  |  | Roy Makaay                        | Deportivo La Coruña |
| 21  |  |  | Savo Milošević                    | Real Saragozza      |
| 18  |  |  | Diego Tristán                     | Maiorca             |
| 17  |  |  | Raúl                              | Real Madrid         |
| 15  |  |  | Patrick Kluivert                  | Barcellona          |
| 13  |  |  | Gaizka Mendieta                   | Valencia            |
| 13  |  |  | Víctor Manuel Fernández Gutiérrez | Real Valladolid     |
| 12  |  |  | Rivaldo                           | Barcellona          |
| 12  |  |  | Fernando Morientes                | Real Madrid         |
| 12  |  |  | Juan Carlos Gómez Díaz            | Siviglia            |
| 11  |  |  | Julio César Dely Valdés           | Real Oviedo         |
| 11  |  |  | Claudio López                     | Valencia            |